# جمهورية هايتي (1820–1849)
جمهورية هايتي (بالفرنسية: République d’Haïti)‏ كانت فعليًا هي استمرارًا لجمهورية هايتي الأولى من 1820 إلى 1849 التي كانت تسيطر على جنوب ما يعرف الآن بهايتي منذ عام 1806. بدأت هذه الفترة من تاريخ هايتي مع سقوط مملكة هايتي في الشمال وإعادة توحيد هايتي في عام 1820 تحت قيادة جان بيير بوير . شملت هذه الفترة أيضًا احتلال هايتي لسانتو دومينغو من عام 1822 إلى عام 1844 ، مما أدى إلى إنشاء كيان سياسي موحد في جزيرة هيسبانيولا . على الرغم من وصفها بجمهورية ، إلا أن حكم بوير الاستبدادي هيمن على هذه الفترة كرئيس مدى الحياة حتى عام 1843. انتهت أول جمهورية لهايتي في عام 1849 عندما أعلن الرئيس فوستين سولوك نفسه إمبراطورًا ، وبذلك بدأ عهد الإمبراطورية الثانية لهايتي .